# Pologne au Concours Eurovision de la chanson 2015
La Pologne a annoncé en 2014 sa participation au Concours Eurovision de la chanson 2015 à Vienne, en Autriche. Le pays est représenté par Monika Kuszyńska et sa chanson In the name of love.

## Processus de sélection
Monika Kuszyńska, représentant la Pologne au Concours Eurovision de la chanson, est annoncée le 9 mars 2015, à la suite d'une sélection interne. Sa chanson est présentée à la même date.

## À l'Eurovision
La Pologne a participé à la deuxième demi-finale, le 21 mai 2015. Elle y termine 8e avec 57 points, ce qui lui permet de se qualifier pour la finale du 23 mai 2015. Lors de celle-ci, le pays termine 23e avec 10 points.